# Miss Sarajevo
Miss Sarajevo is de enige single van het album Original Soundtracks No. 1 van Passengers, een samenwerking tussen U2 en Brian Eno.
Het is gebaseerd op de gelijknamige documentaire van Bill Carter. Op het nummer is ook Luciano Pavarotti te horen met een operasolo.
Het nummer staat ook op de compilatie-cd The Best of 1990-2000 van U2.

## Live repertoire
In aanloop naar Pavarotti & Friends in concert trad U2 in 1997 tijdens de PopMart Tour op in Sarajevo met Brian Eno, en brachten ze Miss Sarajevo ten gehore. Daarna speelden ze het nummer jaren niet meer, tot ze het in 2005 in Amsterdam opnieuw live ten gehore brachten tijdens de Vertigo Tour. Dit was zo'n succes dat U2 het vervolgens ook tijdens alle 86 andere concerten van die tour speelde. Tijdens deze optredens zong Bono het operagedeelte en speelde The Edge piano in plaats van gitaar.
 Elke avond werd na dit nummer een video afgespeeld waarin een vrouwenstem de rechten van de mens voorlas.

## Tracklist single
1. Miss Sarajevo (Met Luciano Pavarotti) 5:19
2. One 5:38
3. Bottoms (Watashitachi no Ookina Yume) (Zoo Station Remix) 4:11
4. Viva Davidoff 4:29

## Discussie
In mei 2020 blikte Inela Nogic, die op 29 mei 1993 als 17-jarige de miss-verkiezing won die centraal stond in de videoclip, in De Volkskrant terug op de oorlog en het uitbrengen van de single door U2. Ze noemt ze, mede omdat er geen inkomsten gedeeld zijn met de mensen uit de clip, hypocriet: "'De bandleden vulden hun zakken over onze rug. Zonder toestemming figureren we al 25 jaar in die videoclip. Dan zou het toch fatsoenlijk zijn geweest ons daarvoor te betalen?". 
Toen U2 twee jaar later in Sarajevo optrad, werd Nogic uitgenodigd met de belofte dat zij tijdens het nummer op het podium zou worden gevraagd. U2 verzuimde dit te doen en ook later toonden zij volgens Nogic geen enkele interesse in de context van de oorlog. 'Bono en de andere bandleden hebben me al die tijd niet één keer gevraagd hoe het voor mij was tijdens de oorlog. Het interesseerde ze geen klap. (...) Maar de marketing is slim, heel slim.'

## Coverversie
- George Michael heeft het nummer gecoverd voor zijn cd Songs From the Last Century.

Bono · The Edge · Adam Clayton · Larry Mullen jr.